# Вейн Вільямс
Вейн Бертрам Вільямс (англ. Wayne Bertram Williams; нар. 27 травня 1958, Атланта, Джорджія, США) — американський убивця та підозрюваний у низці серійних вбивств, який відбуває довічне ув'язнення за вбивства 1981 року двох чоловіків Атланті. Хоча його ніколи не судили за інші вбивства, його вважають відповідальним за щонайменше смерті 24 із 30 осіб в Атланті 1979—1981 років, також знаних як Вбивства дітей в Атланті.

## Молодість й освіта
Народився 27 травня 1958 року та виріс у районі Діксі-Гіллз на південному заході Атланти, штат Джорджія. Батьки, Гомер та Фей Вільямси, були вчителями. Після закінчення школи продовжив розвивати зацікавленість до радіо та журналістики. Він створив власну високочастотну радіостанцію та почав часто відвідувати радіостанції WIGO та WAOK, де потоваришував з кількома членами команди і почав пробувати себе в ролі продюсера та менеджера попмузики.

## Вбивства в Атланті
Вперше Вільямс став підозрюваним у вбивствах в Атланті вранці 22 травня 1981 року, тоді поліційна група стеження, спостерігаючи за мостом через річку Чаттахучі (місце, де раніше було виявлено кілька тіл), почула «сильний гучний сплеск», що свідчило про скидання чогось з мосту. Перший автомобіль, який з'їхав з мосту після цих звуків, приблизно о 2:50 ночі, належав Вільямсу. Поліціянтам він пояснив, що їхав перевірити адресу в сусідньому місті перед прослуховуванням наступного ранку молодої співачки Шеріл Джонсон. Однак, наданий номер телефону й ім'я співачки виявилися вигаданими.
За два дні, 24 травня, в річці було виявлено оголене тіло 27-річного Натаніеля Кейтера, якого вважали зникли безвісти чотири дні і востаннє бачили разом з Вільямсом. Судово-медичний експерт встановив, що ймовірно смерть настала від асфіксії без подальших уточнень. Поліція вважала, що Вільямс убив Кейтера і його тіло було джерелом звуку.
Вільямс провалив три перевірки на поліграфі. Про його причетність вказував збіг волокон, волосся та шерсті, знайдені на тіла іншої жертви, Джиммі Рея Пейна, з його будинку, автомобіля та собаки. Колеги Вільямса розповіли поліції, що бачили його з подряпинами на обличчі та руках в період вбивств, які, як припускали слідчі, могли нанести жертви під час опору. Вільямс провів пресконференцію біля свого будинку, щоб оголосити про свою невинуватість, але заявив, що не пройшов тести на поліграфі.
Наступний допит тривав 12 годин 3 і 4 червня в штаб-квартирі ФБР і Вільямса відпустили без арешту чи пред'явлення звинувачень, але залишали під наглядом.

## Арешт і суд
Вільямса заарештували 21 червня 1981 року за вбивство Кетера та Пейна. Суд розпочався 6 січня 1982 року в окрузі Фултон. Під час двомісячного судового розгляду прокурори зіставили з кількома жертвами 19 джерел волокон з будинку та автомобіля Вільямса: його покривало, з ванної кімнати, рукавички, одяг, килими, шерсть собаки та незвичайне килимове волокно. Серед інших доказів показання свідків, суперечності в його свідченнях про місцеперебування. Вільямс зайняв позицію на захист себе, але відштовхнув присяжних, показавши злість й агресивність. Після 12-годинного обговорення 27 лютого присяжні визнали його винним у вбивстві Кетера та Пейна. Його засудили до довічного ув'язнення. Після того як Вільямс став підозрюваним, вбивства припинилися.
Наприкінці 1990-х років Вільямс подав habeas corpus і вимагав повторного розгляду справи. Суддя Верховного суду округу Баттс Гел Крейг відхилив апеляцію. Генеральний прокурор Джорджії Терберт Бейкер сказав, що «хоча це не завершує процес апеляції, я задоволений результатами habeas corpus» і його офіс «продовжуватиме робити все можливе, щоб залишити в силі вирок». На початку 2004 року Вільямс знову домагався повторного розгляду, при цьому його адвокати стверджували, що правоохоронні органи приховали докази причетності Ку-клукс-клану, і що волокна килима, які пов'язують його зі злочинами, не витримають наукової перевірки. 17 жовтня 2006 року федеральний суддя відхилив клопотання про повторний розгляд справи.

## Результати
Вільямса ніколи не судили за жодне з вбивств дітей в Атланті. Однак поліція приписала Вільямсу ще 22 смерті, зокрема 18 неповнолітніх.
Вільямс відбуває покарання у в'язниці штату Телфер. 20 листопада 2019 року йому знову відмовили в умовно-достроковому звільненні. Наступного разу він зможе клопотати про умовно-дострокове звільнення у листопаді 2027 року.

## Відновлення розслідування
Вільямс з самого початку наполягав на своїй невинуватості та стверджував, що чиновники Атланти приховали докази причетності KKK до вбивств, щоб уникнути расової війни в місті. Його адвокати заявили, що засудження було «серйозною судовою помилкою», через яку невинний чоловік перебував у в'язниці більшу частину свого дорослого життя, а справжні вбивці вийшли на свободу. Джозеф Дролет, який виступав обвинувачуваним Вільямса під час судового процесу, підкреслив, що після арешту «вбивства припинилися, і з того часу не повторювались».
Інші спостерігачі критикували ретельність розслідування та обґрунтованість його висновків.. Автор Джеймс Болдвін в есе «Докази небаченого» (1985) порушив питання вини Вільямса. Члени громади та кілька батьків жертв не вірили, що син двох вчителів міг убити стільки людей.
6 травня 2005 року начальник поліції округу Декальб Луїс Грем наказав відновити справи про вбивства чотирьох хлопчиків, убитих у цьому окрузі з лютого до травня 1981 року, смерть яких приписували Вільямсу. Родичі деяких жертв вітали відновлення, заявивши, що вважають, що у багатьох вбивствах звинуватили не ту людину.
Грем, який на момент вбивств працював помічником начальника поліції сусіднього округу Фултон, сказав, що рішення відновити справи зумовлене лише його вірою в невинність Вільямса. Колишній шериф округу Декальб і Сідні Дорсі, який у той час працював детективом у відділі вбивств Атланти, також сказав, що вважає Вільямса помилково звинуваченим у вбивствах. «Якби вони заарештували білого хлопця, — сказав він, — у США почалися б заворушення». Дорсі зараз відбуває довічне ув'язнення після засудження за замовлення вбивства свого суперника на виборах Дервіна Брауна.
Влада Фултону не поновила жодної зі справ, які перебувають у їхній юрисдикції.
Згідно зі звітом за серпень 2005 року, Чарльз Т. Сандерс, прихильник переваги білих, пов'язаний з KKK і перший підозрюваний у вбивствах, одного разу вихвалявся щодо злочинів в таємно записаних розмовах. Хоча Сандерс публічно не взяв на себе відповідальність за жодну зі смертей, він сказав інформатору Бюро розслідувань Джорджії під запис 1981 року, що вбивця «знищив тисячу майбутніх поколінь негрів». Анонімний колишній друг Сандерса розповів документалісту Пейну Ліндсі («Монстр з Атланти»), що Сандерс взяв на себе відповідальність за вбивства, згадані в статті «Spin» 1986 року, стверджуючи, що його брати також були причетні.
Сандерс прямо не причетний до ККК і не схилив друга до думки, що хтось інший з організації причетний. Він міркував про те, як йому пощастило, що у них з Вільямсом був однаковий килим і що вони обидва володіли білою німецькою вівчаркою. Анонімний друг продовжив, що «як тільки звинуватили Вейна Вільямса, все скінчилося. Це був їхній вихід». Поліція припинила розслідування можливої причетності ККК, коли Сандерс і двоє братів пройшли перевірку на детекторі брехні, яка підтвердила їхню непричетність. Справу знову закрили 21 липня 2006 року.
Колишній профайлер ФБР Джон Дуглас у своїй книзі «Мисливець за розумом: усередині елітного підрозділу серійних злочинів ФБР» написав: «Криміналістичні та поведінкові докази переконливо вказують на Вейна Вільямса як убивцю одинадцяти молодих людей в Атланті». Водночас додав, що «немає вагомих доказів, які б пов'язували його з усіма чи навіть більшістю смертей і зникнень дітей у цьому місті між 1979 і 1981 роками».
2007 року ФБР провело аналіз ДНК двох людських волосин, знайдених на одній із жертв. Послідовність мітохондріальної ДНК відсіяла б 99,5 % людей і 98 % афроамериканців. результати показали збіг з ДНК Вільямса.
2010 році провели ДНК-експертизу волосся, знайдених на тілі 11-річної жертви Патріка Бальтазара. Хоча результати визнали непереконливими, вони довели високу ймовірність причетності Вільямса до вбивств. Справу Бальтазара включили до 10 додаткових жертв, представлених присяжним на суді над Вільямсом, хоча його ніколи не звинувачували в них.
Собача шерсть, знайдена на тілі Бальтазара, була перевірена у 2007 році генетичною лабораторією школи ветеринарної медицини Каліфорнійського університету у Девісі, яка виявила послідовність ДНК, що відповідала німецькій вівчарці родини Вільямс. Однак директорка лабораторії Елізабет Віктум сказала, що, хоча збіг був «досить значним», результати не були остаточними. Була перевірена лише мітохондріальна ДНК, яка на відміну від ядерної ДНК не є унікальною для окремої собаки. У звіті говориться, що шерсть з тіл вбитих містить ту саму послідовність ДНК, що собака Вільямса, однак вона зустрічається приблизно у 1 зі 100 собак. У звіті ФБР зазначено, що «Вейна Вільямса не можна виключати» як підозрюваного у справі.
У звіті Міністерства юстиції, опубліковане у квітні 2015 року, зазначається, що численні аналізи волосся, проведені експертами ФБР у 1980-х і 1990-х роках, «можливо, не відповідали професійним стандартам». Адвокат захисту Лінн Вотлі негайно оголосила, що це стане основою для нової апеляції, але прокурори відповіли, що волосся відіграють незначну роль у справі Вільямса.
21 березня 2019 року мер Атланти Кіша Ленс Боттомс і начальник поліції Атланти Еріка Шилдс оголосили про повторну перевірку доказів вбивств, які зберуть Департамент поліції Атланти, Офіс окружного прокурора округу Фултон і Бюро розслідувань Джорджії. На пресконференції Боттомс заявила: «Можливо, більше нічого не потрібно перевіряти. Але я думаю, що історія розсудить нас за нашими діями, і ми зможемо сказати, що намагалися».
2019 року двоє чоловіків з Атланти, Дервін Девіс і Айзек Роджерс, заявили, що Вільямс намагався їх викрасти у 1979 і 1981 роках відповідно.

## Кінообраз
Вільямс — головний антагоніст у кількох проєктах. Вперше з'явився у телевізійному мінісеріалі 1985 року «Вбивства дітей в Атланті», його втілив Келвін Левелз. 2000 року Showtime випустив драму «Хто вбив дітей Атланти?» з Клі Беннеттом у ролі Вільямса. 2018 року Вільямс і вбивства дітей в Атланті були темою кримінального подкасту «Atlanta Monster» з ведучою Пейн Ліндсі, спільного виробництва Tenderfoot TV і HowStuffWorks. 2019 року з'являється у 2 сезоні серіалу Netflix «Мисливець за розумом» разом з іншими злочинцями, як-от Чарлз Менсон і Девід Берковіц; Вільямса втілив Крістофер Лівінгстон.